# Luciano Colombo
Luciano Colombo (Ciudad de Salta, Argentina, 1 de diciembre de 1992) es un futbolista argentino, se desempeña como mediocampista y actualmente se encuentra jugando en Centro Juventud Antoniana.

## Trayectoria
Sus primeros pasos fueron en el Club Infantil 125 viviendas. A los 14 años se sumó al Club Social y Deportivo Aviación para jugar la Liga Regional del Bermejo Sub-15. 
Pero a temprana edad y gracias a sus condiciones de juego fue promovido al primer equipo a los 15 años de edad. 
Con el primer equipo participó de la Liga Regional de Futbol del Bermejo. 

### Club Atlético River Plate de Embarcación (2011)
Con el equipo debutó en el año 2011, en la Liga Regional Del Bermejo. También participó en la Copa Argentina 2012/13.
En su primera presentación igualaron 1 a 1 con Monterrico San Vicente al cual vencieron 4 - 3 desde los 12 pasos. En su segunda presentación igualaron 2 a 2 con Altos Hornos Zapla, cayendo derrotado 5 - 3 en la definición de los 12 pasos.
|  | Fase Preliminar        | Fase Preliminar        | Fase Preliminar     |                   |                    | Tercera Eliminatoria | Tercera Eliminatoria | Tercera Eliminatoria |  |                    | Cuarta Eliminatoria | Cuarta Eliminatoria | Cuarta Eliminatoria |  |
|  | 23 al 30 de octubre    | 23 al 30 de octubre    | 23 al 30 de octubre |                   |                    | 14 de noviembre      | 14 de noviembre      | 14 de noviembre      |  |                    | 21 de noviembre     | 21 de noviembre     | 21 de noviembre     |  |
|  |                        |                        |                     |                   |                    |                      |                      |                      |  |                    |                     |                     |                     |  |
|  |                        |                        |                     |                   |                    |                      |                      |                      |  |                    |                     |                     |                     |  |
|  | Altos Hornos Zapla     | Altos Hornos Zapla     | 1                   |                   |                    |                      |                      |                      |  |                    |                     |                     |                     |  |
|  | Altos Hornos Zapla     | Altos Hornos Zapla     | 1                   |                   |                    |                      |                      |                      |  |                    |                     |                     |                     |  |
|  | Talleres (Perico)      | Talleres (Perico)      | 0                   |                   |                    |                      |                      |                      |  |                    |                     |                     |                     |  |
|  | Talleres (Perico)      | Talleres (Perico)      | 0                   |                   | Altos Hornos Zapla | Altos Hornos Zapla   | 2 (3)                |                      |  |                    |                     |                     |                     |  |
|  |                        |                        |                     |                   | Altos Hornos Zapla | Altos Hornos Zapla   | 2 (3)                |                      |  |                    |                     |                     |                     |  |
|  |                        |                        | River Embarcación   | River Embarcación | 2 (3)              |                      |                      |                      |  |                    |                     |                     |                     |  |
|  | Monterrico San Vicente | Monterrico San Vicente | River Embarcación   | River Embarcación | 2 (3)              | 1 (3)                |                      |                      |  |                    |                     |                     |                     |  |
|  | Monterrico San Vicente | Monterrico San Vicente |                     |                   |                    |                      |                      |                      |  |                    |                     |                     |                     |  |
|  | River Embarcación      | River Embarcación      | 1 (4)               |                   |                    |                      |                      |                      |  |                    |                     |                     |                     |  |
|  | River Embarcación      | River Embarcación      | 1 (4)               |                   |                    |                      |                      |                      |  | Altos Hornos Zapla | Altos Hornos Zapla  | 2                   |                     |  |
|  |                        |                        |                     |                   |                    |                      |                      |                      |  | Altos Hornos Zapla | Altos Hornos Zapla  | 2                   |                     |  |
|  |                        |                        | Central Norte       | Central Norte     | 3                  |                      |                      |                      |  |                    |                     |                     |                     |  |
|  |                        |                        | Central Norte       | Central Norte     | 3                  |                      |                      |                      |  |                    |                     |                     |                     |  |
|  |                        |                        |                     |                   |                    |                      |                      |                      |  |                    |                     |                     |                     |  |
|  |                        |                        |                     |                   |                    |                      |                      |                      |  |                    |                     |                     |                     |  |
|  |                        |                        |                     |                   |                    |                      |                      |                      |  |                    |                     |                     |                     |  |
|  |                        |                        |                     |                   |                    |                      |                      |                      |  |                    |                     |                     |                     |  |
|  |                        |                        |                     |                   |                    |                      |                      |                      |  |                    |                     |                     |                     |  |
|  |                        |                        |                     |                   |                    |                      |                      |                      |  |                    |                     |                     |                     |  |
|  |                        |                        |                     |                   |                    |                      |                      |                      |  |                    |                     |                     |                     |  |
|  |                        |                        |                     |                   |                    |                      |                      |                      |  |                    |                     |                     |                     |  |
|  |                        |                        |                     |                   |                    |                      |                      |                      |  |                    |                     |                     |                     |  |
|  |                        |                        |                     |                   |                    |                      |                      |                      |  |                    |                     |                     |                     |  |

### Club Atlético River Plate de Embarcación (2018)
Luego de varias temporadas en el Club Deportivo Tabacal volvió al club, tuvo muy buenas actuaciones, donde marcó 18 tantos en 34 partidos y ganó el campeonato Torneo Federal C 2018.
En la Liga Regional fue reconocido como mejor jugador en la temporada, junto a Gerardo Yecerotte donde además fueron convocados al seleccionado de la Liga local para enfrentar al Club Atlético Bermejo en un partido amistoso.

### Club Atlético Central Norte (Salta) (2019)
Luego de una gran temporada el año anterior, llegó al club en donde jugó varios partidos en la Liga Salteña de Fútbol. Participó del Torneo Regional Federal Amateur 2019, pero debido a una lesión muscular estuvo inactivo 2 meses y no disputó la recta final de torneo, donde el club se consagraría campeón en la disputa del tercer ascenso venciendo 2 a 0 al Club Deportivo Guaraní Antonio Franco
.

### Club Atlético Bermejo
Llegó transferido del Club Atlético Central Norte (Salta) a cambio de 50 mil euros. Pero debido a una mala organización del club y por problemas con el cupo de extranjeros, no disputó partidos en el torneo doméstico. 
Disputó algunos partidos amistosos en la reanudación de la liga local, lo cual le valió para mostrar su buen nivel y fue transferido en 
100 mil euros al Centro Juventud Antoniana.

### Estadísticas
- Actualizado al 9 de diciembre de 2021

| Club                                               | Div.                | Temporada           | Liga | Liga | Copa Nacional | Copa Nacional | Copa internacional | Copa internacional | Total | Total |
| Club                                               | Div.                | Temporada           | PJ   | G    | PJ            | G             | PJ                 | G                  | PJ    | G     |
| -------------------------------------------------- | ------------------- | ------------------- | ---- | ---- | ------------- | ------------- | ------------------ | ------------------ | ----- | ----- |
| Club Atlético River Plate de Embarcación Argentina |                     |                     |      |      |               |               |                    |                    |       |       |
| 3.ª                                                | 2010/2011           | 8                   | 6    | 0    | 0             | 0             | 0                  | 8                  | 6     |       |
| 3.ª                                                | 2012/2013           | 21                  | 5    | 2    | 1             | 0             | 0                  | 23                 | 6     |       |
| 3.ª                                                | 2014                | 2                   | 1    | 0    | 0             | 0             | 0                  | 2                  | 1     |       |
| 3.ª                                                | 2015/2016           | 8                   | 5    | 6    | 0             | 0             | 0                  | 8                  | 5     |       |
| 3.ª                                                | 2017/2018           | 12                  | 12   | 0    | 0             | 0             | 0                  | 12                 | 12    |       |
| Total                                              | Total               | 51                  | 29   | 2    | 1             | 0             | 0                  | 53                 | 30    |       |
| Club Atlético Central Norte (Salta) Argentina      |                     |                     |      |      |               |               |                    |                    |       |       |
| 3.ª                                                | 2019/20             | 9                   | 6    | 0    | 0             | 0             | 0                  | 9                  | 6     |       |
| Total                                              | Total               | 9                   | 6    | 0    | 0             | 0             | 0                  | 9                  | 6     |       |
| Club Atlético Bermejo · Bolivia                    |                     |                     |      |      |               |               |                    |                    |       |       |
| 1.ª                                                | 2020                | 6                   | 6    | 0    | 0             | 0             | 0                  | 6                  | 6     |       |
| Total                                              | Total               | 6                   | 6    | 0    | 0             | 0             | 0                  | 6                  | 6     |       |
| Total en su carrera                                | Total en su carrera | Total en su carrera | 66   | 41   | 2             | 1             | 0                  | 0                  | 68    | 42    |

## Palmarés

### Campeonatos nacionales
| Título                          | Club                                     | País      | Año  |
| ------------------------------- | ---------------------------------------- | --------- | ---- |
| Torneo Federal C                | Club Atlético River Plate de Embarcación | Argentina | 2018 |
| Torneo Regional Federal Amateur | Club Atlético Central Norte (Salta)      | Argentina | 2019 |